# Thailand Open 2019
Thailand Open 2019, oficiálně Toyota Thailand Open 2019, byl tenisový turnaj pořádaný jako součást ženského okruhu WTA Tour, který se odehrával na otevřených dvorcích s tvrdým povrchem v komplexu True Arena Hua Hin. Probíhal mezi 28. lednem a 3. únorem 2019 v thajském Chua Chinu jako premiérový ročník turnaje. V kalendáři okruhu turnaj nahradil Taiwan Open.
Událost s rozpočtem 250 000 dolarů patřila do kategorie WTA International. Nejvýše nasazenou hráčkou ve dvouhře se stala osmnáctá žena klasifikace Garbiñe Muguruzaová ze Španělska. Jako poslední přímá účastnice do dvouhry nastoupila švýcarská 104. hráčka žebříčku Viktorija Golubicová.
Druhý singlový titul na okruhu WTA Tour získala 18letá Ukrajinka Dajana Jastremská, jež se posunula na nové kariérní maximum, 34. místo žebříčku WTA. Druhou společnou trofej ze čtyřhry vybojoval rumunský pár Irina-Camelia Beguová a Monica Niculescuová.

## Distribuce bodů a finančních odměn

### Distribuce bodů
| Soutěž  | vítězky | finalistky | semifinalistky | čtvrtfinalistky | 16 v kole | 32 v kole | Q  | Q2 | Q1 |
| ------- | ------- | ---------- | -------------- | --------------- | --------- | --------- | -- | -- | -- |
| dvouhra | 280     | 180        | 110            | 60              | 30        | 1         | 18 | 12 | 1  |
| čtyřhra | 280     | 180        | 110            | 60              | 1         | —         | —  | —  | —  |

### Finanční odměny
| dvouhra                               | $43 000 | $21 400 | $11 500 | $6 175 | $3 400 | $2 100 | $1 020 | $600 |
| čtyřhra                               | $12 300 | $6 400  | $3 435  | $1 820 | $960   | —      | —      | —    |
| částky ve čtyřhře jsou uváděny na pár |         |         |         |        |        |        |        |      |

## Ženská dvouhra

### Nasazení
| Stát                          | Hráčka                | WTA | Nasazení |
| ----------------------------- | --------------------- | --- | -------- |
| Španělsko                     | Garbiñe Muguruzaová   | 18. | 1.       |
| Francie                       | Caroline Garciaová    | 19. | 2.       |
| Čínská Tchaj-pej              | Sie Šu-wej            | 27. | 3.       |
| Čína                          | Čeng Saj-saj          | 40. | 4.       |
| Čína                          | Čang Šuaj             | 42. | 5.       |
| Austrálie                     | Ajla Tomljanovićová   | 47. | 6.       |
| Francie                       | Pauline Parmentierová | 55. | 7.       |
| Ukrajina                      | Dajana Jastremská     | 57. | 8.       |
| Žebříček WTA k 11. únoru 2019 |                       |     |          |

### Jiné formy účasti
Následující hráčky obdržely divokou kartu do hlavní soutěže:
- Caroline Garciaová
- Sabine Lisická
- Pcheng Šuaj

Následující hráčky si zajistily postup do hlavní soutěže v kvalifikaci:
- Jennifer Bradyová
- Tuan Jing-jing
- Priscilla Honová
- Chloé Paquetová
- Conny Perrinová
- Arantxa Rusová

### Odhlášení
před zahájením turnaje
- Mihaela Buzărnescuová → nahradila ji  Anna Blinkovová
- Zarina Dijasová → nahradila ji  Kateryna Kozlovová
- Bethanie Matteková-Sandsová → nahradila ji  Monica Niculescuová
- Wang Čchiang → nahradila ji  Mandy Minellaová

### Skrečování
- Tímea Babosová
- Čang Šuaj

### Nasazení
| Stát                                                                      | Hráčka                | Stát     | Hráčka              | WTA  | Nasazení |
| ------------------------------------------------------------------------- | --------------------- | -------- | ------------------- | ---- | -------- |
| Japonsko                                                                  | Miju Katová           | Japonsko | Makoto Ninomijová   | 67.  | 1.       |
| Rumunsko                                                                  | Irina-Camelia Beguová | Rumunsko | Monica Niculescuová | 67.  | 2.       |
| Čína                                                                      | Pcheng Šuaj           | Čína     | Jang Čao-süan       | 77.  | 3.       |
| USA                                                                       | Kaitlyn Christianová  | Čína     | Tuan Jing-jing      | 112. | 4.       |
| Žebříček WTA k 11. únoru 2019; číslo je součtem umístění obou členek páru |                       |          |                     |      |          |

### Jiné formy účasti
Následující páry získaly do soutěže divokou kartu:
- Sabine Lisická /  Ajla Tomljanovićová
- Nudnida Luangnamová /  Peangtarn Plipuečová

## Přehled finále

### Ženská dvouhra
- Dajana Jastremská vs.  Ajla Tomljanovićová, 6–2, 2–6, 7–6(7–3)

### Ženská čtyřhra
- Irina-Camelia Beguová /  Monica Niculescuová vs.  Anna Blinkovová /  Wang Ja-fan, 2–6, 6–1, [12–10]